# Kotti, Sira
Kotti là một làng thuộc tehsil Sira, huyện Tumkur, bang Karnataka, Ấn Độ.